# مسلمو راج غوند
مسلمو راج غوند، مجتمع مسلم يوجد معظم أفراده في مدينة ناغبور في ولاية ماهاراشترا في الهند. كما يوجد عدد قليل منهم في ولاية ماديا براديش. ويعرفون باسم مسلمو داو جامات. هم المسلمون المتحولون من مجتمع غوند الهندوكيي. كانوا الطبقة الحاكمة بين الغوند التي تعرف باسم غاج راج.

## الاصل والتاريخ
ينتمي داو جامات (جماعة داو) إلى أكبر تجمع قبلي في الهند، مجموعة غوند العرقية. ينحدرون من عائلة راج غوند وأقربائهم الذين اعتنقوا الإسلام قبل حوالي ثلاثمائة سنة. يعود أصل المجتمع إلى رجا بهاجتو شاه، حاكم ولاية ديوجاره، الذي اعتنق إسلام. وغير اسمه إلى الشيخ باخت بولند الغويندي. تم الاستيلاء على الإمارة من قبل المراثيون بهونسل في القرن الثامن عشر.